# Sara Evans
Sara Lynn Evans (Boonville, 5 febbraio 1971) è una cantautrice statunitense.

## Biografia
Nata in Missouri, si trasferisce a Nashville nel 1991 e diventa un'artista country. Dopo essersi sposata registra i suoi primi demo e firma un contratto con la RCA Nashville. Nel 1997 pubblica il suo album discografico di debutto Three Chords and the Truth, prodotto da Pete Anderson. Nell'ottobre dell'anno seguente esce il suo secondo album, prodotto invece da Buddy Cannon e Norro Wilson.
Il successo definitivo arriva col terzo album Born to Fly pubblicato nell'ottobre 2000. Il disco, trascinato dalla title track, verrà certificato doppio disco di platino dalla RIAA.
Nel 2001 riceve cinque nomination ai CMA Awards, vincendo il premio come miglior video.
Nell'agosto 2003 pubblica Restless, prodotto come il precedente dalla stessa artista con Paul Worley. Anche questo album ottiene il successo: raggiunge la posizione numero 20 della Billboard 200.
Nell'ottobre 2005 è la volta di Real Fine Place, quinto album in studio, che si piazza al terzo posto della classifica Billboard.
Nell'ottobre 2007 pubblica il suo primo Greatest Hits, che contiene tuttavia ben quattro tracce inedite. 
Politicamente vicina alla corrente libertaria del partito repubblicano, nel 2008 sostiene la candidatura di Ron Paul alle elezioni e aderisce alla Campaign for Liberty.
Nel settembre 2008 pubblica il singolo Low, che promuove e che è inserito nella colonna sonora del film Billy: The Early Years, diretto da Robby Benson.
Nella seconda metà del 2009 pubblica un EP natalizio.
Nel gennaio 2010 pubblica un libro scritto insieme a Rachel Hauck ed intitolato The Sweet By and By. Pubblica altri libri per la Thomas Nelson fiction negli anni seguenti.
Al contempo lavora al sesto album con il fratello Matt Evans e col produttore Nathan Chapman. 
Nel marzo 2011 pubblica il sesto album, Stronger (numero 6 Billboard 200).
Nel settembre 2013 pubblica il singolo Slow Me Down, che anticipa l'uscita del suo successivo album omonimo, diffuso nel marzo 2014.

## Vita privata
Si è sposata con Craig Schelske nel 1993 e da lui ha avuto tre figli prima di divorziare nel 2007.
Nel 2008 è convolata a nuove nozze, con Jay Barker, giocatore di football americano.

## Discografia
Album studio
- 1997 - Three Chords and the Truth
- 1998 - No Place That Far
- 2000 - Born to Fly
- 2003 - Restless
- 2005 - Real Fine Place
- 2011 - Stronger
- 2014 - Slow Me Down
- 2014 - At Christmas (natalizio)
- 2017 - Words
- 2020 - Copy That

Raccolte
- 2007 - The Early Years
- 2007 - Greatest Hits
- 2013 - Playlist: The Very Best of Sara Evans

Live
- 2019 - Live from City Winery Nashville (con the Barker Family Band)

EP
- 2009 - I'll Be Home for Christmas
- 2019 - The Barker Family Band (con the Barker Family Band)

## Videografia
- 2006 - The Video Collection